# Lycidas minutus
Lycidas minutus är en spindelart som först beskrevs av Koch L. 1881.  Lycidas minutus ingår i släktet Lycidas och familjen hoppspindlar. Inga underarter finns listade i Catalogue of Life.